# Cypriotische dwergolifant
De uitgestorven Cypriotische dwergolifant (Elephas cypriotes) leefde ten minste tot 11.000 v.Chr. op het eiland Cyprus.

## Kenmerken
Zijn lichaamsgewicht wordt geschat op slechts 200 kilogram, wat een vermindering van 98 procent in gewicht is in tegenstelling tot zijn 10.000 kilogram wegende voorloper. De kiezen van deze dwergolifant zijn ongeveer 40 procent kleiner dan die van de Elephas antiquus.
Men heeft ook twee kiezen gevonden van een grotere soort dwergolifant afkomstig uit Achna, maar het is onduidelijk wat de band was tussen deze soort en de elephas cypriotes daar er voor die van Achna geen chronologische gegevens bekend zijn.